# Martin Berberian
Martin Berberian (orm. Մարտին Բէրբէրյան; ur. 22 maja 1980) – ormiański zapaśnik walczący w stylu wolnym. Trzykrotny olimpijczyk. Zajął szóste miejsce w Sydney 2000; jedenaste w Atenach 2004 i siedemnaste w Pekinie 2008. Walczył w kategorii 55 – 60 kg.
Wicemistrz świata w 2001. Mistrz Europy w 2004. Drugi na MŚ juniorów 1997. Mistrz Europy juniorów w 1998 i trzeci w 1999 roku.